# Proizvodnja
Proizvodnja je stvaranje jednog proizvoda kroz jedan ili više procesa s ciljem da se proizvod proda.
Proizvodnja se može odvijati u privatnim domovima (kuhinjski stol i garaža), u manjim radionicama ili velikim tvornicama. 

Proizvodnja se može podijeliti prema vrsti proizvodnje.

### Vrste proizvodnje:
- Rukotvorine
- Industrijska proizvodnja
- Točno-Na-Vrijeme proizvodnja (eng. Just in time)
- Masovna proizvodnja
- Proizvodnja prema narudžbi
- Projektno orijentirana proizvodnja
- Proizvodna linija
- Serijska proizvodnja

## Proizvodna funkcija
Proizvodna funkcija ili funkcija proizvodnje pokazuje maksimalni iznos proizvodnje koji se može proizvesti različitim kombinacijama inputa. Funkcija proizvodnje predstavlja odnos između inputa i outputa.
Kratkoročno, proizvodna funkcija pretpostavlja da postoji barem jedan ulaz s fiksnim inputom. Postoje tri mjere proizvodnje i produktivnosti. Prva je ukupna proizvodnja (ukupni proizvod). Jednostavno je izmjeriti koliko se proizvodnje proizvodi u prerađivačkoj industriji poput motornih vozila. U tercijarnoj industriji, poput uslužnih djelatnosti ili industrije znanja, teže je mjeriti učinke jer su oni manje opipljivi.
Drugi način mjerenja proizvodnje i učinkovitosti je prosječna proizvodnja koja mjeri izlaz po zaposlenom po zaposlenom ili izlaz po jedinici kapitala. Treće mjerilo proizvodnje i učinkovitosti je granični proizvod. To je promjena proizvodnje povećanjem broja radnika koje koristi jedna osoba ili kratkoročno dodavanjem još jednog stroja u proizvodni proces.
Zakon opadajućih graničnih prinosa ukazuje na to da bi, kako se više jedinica promjenjivog inputa dodaje stalnim iznosima zemljišta i kapitala, promjena ukupne proizvodnje prvo rasla, a zatim padala.
Vrijeme potrebno za fleksibilnost svih faktora proizvodnje varira od industrije do industrije. Na primjer, u nuklearnoj industriji potrebno je mnogo godina za puštanje u rad nove nuklearne elektrane i njezinih kapaciteta.

Primjeri kratkoročnih jednadžbi proizvodnje iz stvarnog života ne moraju biti potpuno isti kao teorija glatke proizvodnje nekog odjela poduzeća. Kako bi se poboljšala učinkovitost i potaknula strukturna transformacija gospodarskog rasta, najvažnije je uspostaviti s njim povezan model industrijskog razvoja. Istodobno, potrebno je prijeći na modele koji sadrže tipične karakteristike industrije, poput specifičnih tehnoloških promjena i značajnih razlika u vjerojatnosti zamjene prije i nakon ulaganja.

### Ukupni proizvod
Ukupni proizvod(TP) pokazuje ukupnu količinu proizvedenog proizvoda izraženu u fizičkim jedinicama. Ukupni proizvod dostiže svoj maksimum kada je granični proizvod nula.

### Granični proizvod
Granični proizvod(MP) pokazuje količinu proizvoda od jedne dodatne jedinice inputa dok se odtali inputi drže nepromjenjivima. MP={\displaystyle \bigtriangleup TP \over \bigtriangleup Q}

### Prosječni proizvod
Prosječni proizvod(AP) pokazuje količinu proizvoda po varijabilnoj jedinici inputa. AP={\displaystyle TP \over Q}

### Zakon opadajućih prinosa
Zakon opadajućih prinosa govori da će količina proizvodnje rasti sve manje i manje povećavanjem jednog varijabilnog inputa za isti iznos, a da pritom ostale držimo fiksnima. Drugim riječima, ako dodavanjem sve više i više nekog inputa (varijabilnog), dok su ostali konstantni (ceteris paribus), dobivamo sve manje i manje outputa, u ekonomskoj je teoriji to poznato kao zakon opadajućih prinosa. Odnosno, granični će proizvod svake jedinice inputa padati kako se količina istog inputa povećava, a ostali su inputi nepromjenjivi.
- Veza između graničnog troška(MC) i graničnog proizvoda(MP)Veza između graničnog troška(MC) i graničnog proizvoda(MP) kada povećavamo količinu jednog inputa  Kada MP raste, MC opada i obratno. Njihov oblik krivulje U direktna je posljedica rastućih pa opadajućih prinosa. Svaka dodatna jedinica rada ima sve manje kapitala s kojim može raditi. Kao rezultat, MC će rasti jer se dodatna proizvodnja svakog dodatnog radnika smanjuje.
- Ako djeluje Zakon opadajućih prinosa na opseg, onda se grafički krivulja troškova prikazuje kao rastući dio dugoročne krivulje AC.

9789532810639
Racionalno područje proizvodnje je područje proizvodnje u kojem svaka kombinacija inputa koja se nalazi na pojedinoj izokvanti između linija grebena zahtijeva manju količinu barem jednog inputa u odnosu na bilo koju kombinaciju koja se nalazi izvan linija grebena.

## Izokvanta
Izokvanta prikazuje sve moguće kombinacije faktora proizvodnje koje daju istu razinu proizvodnje.
Nagib izokvante je granična stopa tehničke supstitucije je količina inputa koja se mora smanjiti da bi se povećala upotreba drugog za jednu jedinicu uz zadržavanje iste razine proizvodnje.